# Matthew Marsh (acteur)
Pour les articles homonymes, voir Matthew Marsh et Marsh.
Matthew Marsh est un acteur britannique, né le 8 juillet 1954 à Londres (Royaume-Uni).

## Filmographie
- 1985 : In the Secret State (TV) : James Quitman
- 1985 : John and Yoko: A Love Story (TV) : Elton John
- 1987 : Le Quatrième Protocole (The Fourth Protocol) : Barry Banks
- 1988 : An Affair in Mind (TV) : Detective Inspector Brodd
- 1989 : Diamond Skulls : Raul
- 1990 : Aux sources du Nil (Mountains of the Moon) : William
- 1991 : Alambrado : Wilson
- 1993 : Genghis Cohn (TV) : Herr Kruger
- 1993 : Dirty Weekend : Bascombe
- 1995 : The Turnaround : Tony Hogan
- 1996 : Famous Fred : Dad (voix)
- 1996 : Mort d'un commis voyageur (Death of a Salesman) (TV) : Howard
- 1997 : Into the Blue (TV) : Alan Dysart
- 1997 : Smilla (Smilla's Sense of Snow) : Detective
- 1998 : Getting Hurt (TV) : Steven Gore
- 1998 : A Certain Justice (TV) : Drysdale Laud
- 2000 : Glenn Miller's Last Flight (TV) : Narrator (voix)
- 2000 : Newborn (TV) : Michael Bauer
- 2001 : Spy Game : Jeu d'espions (Spy Game) : Dr William Byars
- 2002 : Miranda : Charles
- 2002 : Bad Company : Dragan Adjanic
- 2003 : Un tueur aux trousses (Quicksand) de John Mackenzie : Michel Cote
- 2003 : The Commander (TV) : DCI Mike Hedges
- 2003 : Real Men (TV) : DCI Norton
- 2004 : Le Mur du silence (Wall of Silence) (TV) : Goldberg
- 2004 : The Return of the Dancing Master (TV) : Giuseppe Larsson
- 2004 : Hawking (TV) : Dr John Holloway
- 2004 : Belonging (TV) : Peter Fox
- 2005 : The Commander: Virus (TV) : DCI Mike Hedges
- 2005 : The Commander: Blackdog (TV) : DCI Mike Hedges
- 2005 : .357 : Campbell
- 2005 : American Haunting (An American Haunting) : James Johnston
- 2006 : Coups d'État (Land of the Blind) : Papa Max
- 2006 : The Commander: Blacklight (TV) : DCI Mike Hedges
- 2006 : Ô Jérusalem : Sir Gordon
- 2007 : Miss Marie Lloyd (TV) : Alec Hurley
- 2011 : La Dame de fer : Alexander Haig
- 2012 : Red Tails : Brigadier général Hauser
- 2013 : Charlotte Link - Das andere Kind (TV) : Stephen Cramer
- 2013 : Jo (TV) : Egon Kroemer
- 2013 : Coup de foudre à Hong-Kong (TV) : commissaire Braddock
- 2014 : In Clear Sight : Igvarovitz
- 2014 : Da Vinci's Demons (TV) : Ferdinand Ier de Naples
- 2015 : Arthur & George (TV) : chef de police Anson
- 2015 : Capital (TV) : Lothar
- 2016 : Churchill's Secret (TV) : Lord Beaverbrook
- 2016 : The Coroner (TV) : Sidney Sutton
- 2017 : Dunkerque : officier de la Royal Navy[1]
- 2021 : Tetris de Jon S. Baird : Mikhaïl Gorbatchev